# César Gelabert
Pour les articles homonymes, voir Gelabert.
César Gelabert, né le 31 octobre 2000 à Palencia (Espagne), est un footballeur espagnol qui évolue au poste de milieu offensif au Sporting Gijón.

## Biographie
Né à Palencia dans le Nord-Ouest Castillan, César est le fils de Juanmi (en), originaire des Baléares, à Capdepera.

### En club
Passé notamment par l'Hércules de Alicante, il rejoint La Fábrica du Real Madrid en 2015.
Parmi les joueurs les plus prometteurs du centre de formation madrilène, s'illustrant notamment en sélection nationale de jeune, il est un des piliers de l'équipe reserve du Real de Raúl,.
Il attire lors de la saison 2019-2020 l'intérêt de plusieurs grands clubs européens, tels que Dortmund ou Arsenal, l'Olympique lyonnais semble même avoir déjà fait une proposition financière, refusée par le Real Madrid, un prêt au Real Saragosse étant également envisagé.
Le 6 juin 2023, il signe libre un contrat de 4 ans au Toulouse FC.

### En équipe nationale
En mai 2017, Gelabert remporte avec l'équipe d'Espagne des moins de 17 ans le championnat d'Europe face à l'Angleterre.
Le 28 octobre 2017, il fait partie de l'équipe d'Espagne des moins de 17 ans entraînée par Santi Denia qui s'incline devant l'Angleterre en finale de la Coupe du monde disputée en Inde.
Initialement remplaçant dans la sélection espagnole, il se gagne peu à peu sa place de titulaire au gré de ses performances, finissant même la Coupe du monde avec 2 buts et 5 passes décisives (dont 2 en finale et 2 en demi).

## Style de jeu
Milieu offensif technique et altruiste, avec une qualité de positionnement et de passe remarquable, son poste préférentiel est celui de meneur de jeu.
Il est aussi capable de faire des différences en 1 contre 1 avec ses capacités de dribble et d'accélérer avec le ballon, compensant ainsi une pointe de vitesse relativement basse.
Il est comparé à des joueurs comme Guti, son entraîneur avec les moins de 19 ans madrilène ou encore l'international italo-argentin Franco Vázquez.

## Palmarès

### En club
Avec le Toulouse FC, César Gelabert est finaliste du Trophée des champions en 2023.

### En sélection
Avec l'équipe d'Espagne des moins de 17 ans, César Gelabert remporte le championnat d'Europe des moins de 17 ans en 2017 et est finaliste de la Coupe du monde des moins de 17 ans en 2017.

## Statistiques
| Saison                | Club                  | Championnat           | Championnat | Championnat | Championnat | Coupe(s) nationale(s) | Coupe(s) nationale(s) | Coupe(s) nationale(s) | Compétition(s) continentale(s) | Compétition(s) continentale(s) | Compétition(s) continentale(s) | Compétition(s) continentale(s) | Autres compétitions | Autres compétitions | Autres compétitions | Autres compétitions | Total | Total | Total |
| Saison                | Club                  | Division              | M.          | B.          | P.d.        | M.                    | B.                    | P.d.                  | Comp.                          | M.                             | B.                             | P.d.                           | Comp.               | M.                  | B.                  | P.d.                | M.    | B.    | P.d.  |
| 2017-2018             | Real Madrid Castilla  | Segunda División B    | 4           | 0           | 1           | -                     | -                     | -                     | -                              | -                              | -                              | -                              | -                   | -                   | -                   | -                   | 4     | 0     | 1     |
| 2018-2019             | Real Madrid Castilla  | Segunda División B    | 2           | 0           | 0           | -                     | -                     | -                     | -                              | -                              | -                              | -                              | BR                  | 2                   | 0                   | 0                   | 4     | 0     | 0     |
| 2019-2020             | Real Madrid Castilla  | Segunda División B    | 13          | 1           | 0           | -                     | -                     | -                     | -                              | -                              | -                              | -                              | -                   | -                   | -                   | -                   | 13    | 1     | 0     |
| 2020-2021             | Real Madrid Castilla  | Segunda División B    | 17          | 2           | 0           | -                     | -                     | -                     | -                              | -                              | -                              | -                              | BR                  | 1                   | 0                   | 0                   | 18    | 2     | 0     |
| Sous-total            | Sous-total            | Sous-total            | 36          | 3           | 1           | -                     | -                     | -                     | -                              | -                              | -                              | -                              | -                   | 3                   | 0                   | 0                   | 39    | 3     | 1     |
| 2021-2022             | CD Mirandés           | Liga2                 | 16          | 0           | 1           | 3                     | 0                     | 0                     | -                              | -                              | -                              | -                              | -                   | -                   | -                   | -                   | 19    | 0     | 1     |
| 2022-2023             | CD Mirandés           | Liga2                 | 25          | 2           | 4           | -                     | -                     | -                     | -                              | -                              | -                              | -                              | -                   | -                   | -                   | -                   | 25    | 2     | 4     |
| Sous-total            | Sous-total            | Sous-total            | 41          | 2           | 5           | 3                     | 0                     | 0                     | -                              | -                              | -                              | -                              | -                   | -                   | -                   | -                   | 44    | 2     | 5     |
| 2023-2024             | Toulouse FC           | Ligue 1               | 16          | 1           | 2           | 2                     | 0                     | 0                     | C3                             | 6                              | 0                              | 1                              | TC                  | 1                   | 0                   | 0                   | 25    | 1     | 3     |
| Total sur la carrière | Total sur la carrière | Total sur la carrière | 93          | 6           | 8           | 5                     | 0                     | 0                     | -                              | 6                              | 0                              | 1                              | -                   | 4                   | 0                   | 0                   | 108   | 6     | 9     |